# Кикладская ящерица
Кикладская ящерица (лат. Podarcis erhardii) — вид стенных ящериц. Видовое латинское название дано в честь немецкого натуралиста Эрхарда, автора книги Fauna der Cycladen (1858).
Длина тела составляет около 7 см, хвост в два раза длиннее. Голова относительно большая, кожа гладкая. Цвет и узоры сильно различаются в пределах вида. Основной тон, как правило, серого или коричневого цвета, иногда зелёный. У самок часто имеются полосы. Две боковые белые полосы окружены чёрными полосками или серией точек. Некоторые экземпляры имеют сетчатый рисунок, в котором смешаны продольные и поперечные линии и пятна. Брюхо и часто горло белые, жёлтые, оранжевые или красные, на островах Эгейского моря — также зелёного, синего или серого цвета.
Вид распространён в южных частях Балканского полуострова, от Северного Пелопоннеса на юге до северной Албании, Македонии и южной трети Болгарии на север. Встречается на островах Эгейского моря и Крита. В Болгарии распространён подвид Podarcis erhardii riveti — в долине реки Струмы и Кочериново на севере и в районе Свиленграда, Ивайловграда и Кырджали.
Кикладская ящерица предпочитает сухие и каменистые места с густыми низкими кустарниками. На островах Эгейского моря встречается в открытых местах, таких как песчаные дюны.
Ящерица очень хорошо карабкается. Активна в течение дня. Охотится на членистоногих, особенно на насекомых. Самка откладывает 2—4 яйца в конце мая или в начале июня. Детёныши длиной 3 см вылупляются в сентябре. Период с ноября по февраль ящерицы проводят в спячке.